# غراهام هارفي
غراهام هارفي (بالإنجليزية: Graham Harvey)‏ (23 أبريل 1961 - ) هو لاعب كرة قدم بريطاني في مركز الهجوم. لعب مع نادي دندي ونادي هيبرنيان ونادي ليفينغستون لكرة القدم.

## وصلات خارجية
- غراهام هارفي على موقع Soccerbase.com (لاعب) (الإنجليزية)